# پارکر پریری (مینه‌سوتا)
پارکر پریری، مینه‌سوتا (به انگلیسی: Parkers Prairie, Minnesota) یک شهر در ایالات متحده آمریکا است که در شهرستان اوتر تیل، مینه‌سوتا واقع شده‌است.

## خصوصیات
پارکر پریری ۳٫۱۹ کیلومترمربع مساحت و ۱٬۰۱۱ نفر جمعیت دارد و ۴۴۸ متر بالاتر از سطح دریا واقع شده‌است.